# Foro Internacional de Acreditación
El Foro de Acreditación Internacional (en inglés: International Accreditation Forum, IAF) es una asociación de organismos de evaluación de acreditación y otros con interés en evaluación de la conformidad sobre sistemas de gestión, servicios, personal, productos y otros programas similares de evaluación de la conformidad. Su cometido es el desarrollar programa mundial de evaluación de la conformidad para reducir el riesgo para sus clientes y el negocio.